# Medalha Daniel C. Drucker
A Medalha Daniel C. Drucker foi instituída em 1997, pela seção de mecânica aplicada da Sociedade dos Engenheiros Mecânicos dos Estados Unidos. É atribuída como reconhecimento de contribuições destacadas no campo da mecânica aplicada e engenharia mecânica.
A condecoração é concedida em honra de Daniel Drucker, internacionalmente conhecido por suas contribuições à teoria da plasticidade e suas aplicações à análise e projeto de estruturas metálicas.
O condecorado recebe uma medalha de bronze, um certificado, um prêmio monetário (US$ 1.000) e um adicional para as despesas de viagem para participar da cerimônia de premiação.

## Procedimento de nomeação
O comitê da Medalha Daniel C. Drucker consiste dos cinco últimos medalhistas, de cinco membros do comitê executivo da seção internacional da Applied Mechanics Division (AMD) da Sociedade dos Engenheiros Mecânicos dos Estados Unidos da América do Norte, e das cinco mais cadeiras da AMD. Após recomendações da comunidade internacional de mecânica aplicada, o comitê denomina um medalhista a cada ano. Esta denominação deve ser subsequentemente aprovada pela ASME. Ver aqui a lista dos atuais membros do comitê.

## Agraciados
- 1998 - Daniel C. Drucker
- 1999 - Ascher Herman Shapiro
- 2000 - Philip Gibson Hodge
- 2001 - Bruno A. Boley
- 2002 - George J. Dvorak
- 2003 - Leon M. Keer
- 2004 - Frank Ambrose McClintock
- 2005 - Robert L. Taylor
- 2006 - Alan Needleman
- 2007 - Albert Satoshi Kobayashi
- 2008 - Thomas Chi Tsai Ting
- 2009 - James R. Barber
- 2010 - Rohan Abeyaratne
- 2011 - John W. Rudnicki
- 2012 - James W. Dally
- 2013 - Yonggang Huang
- 2014 - Lallit Anand
- 2015 - Krishnaswami Ravi-Chandar
- 2016 - Kyung-Suk Kim
- 2017 - David M. Parks